# Pionerka
Pionerka ó Пионерка es una variedad cultivar de ciruelo  de las denominadas "ciruelas rusas" (Prunus x rossica), un grupo único de híbridos complejos, que fue creado por criadores rusos y esta variedad es uno de sus representantes.Una variedad de ciruela obtenida procedente de polinización libre de una forma seleccionada de ciruela Prunus salicina var. Ussuri. Se obtuvo a finales del siglo  XX  en la "Estación de mejoramiento hortícola de Sverdlovsk".
Las frutas con talla de fruto pequeño a mediano, de forma ovalados, color de piel principal es naranja, el color exterior es rojo oscuro, se distribuye uniformemente, y pulpa de color amarillo dorado, textura fibrosa, de densidad media, jugosa, con un aroma medio, buen sabor a fruta. Tolera las zonas de rusticidad según el departamento USDA, de nivel I a III (IV).

## Sinonimia
- "Пионерка (Слива Китайская)",
- "Pionerka ciruela cereza",
- "Sliva Pionerka"..[4]

## Historia
'Pionerka' variedad de ciruela, obtenida como plántula procedente de polinización libre de una forma seleccionada de ciruela Prunus salicina var. Ussuri. Se obtuvo a finales del siglo  XX  en la "Estación de mejoramiento hortícola de Sverdlovsk". Siendo sus obtentores el equipo formado por N.I. Gvozdyukova, y M.G. Isakov.
'Pionerka' es una de las denominadas "Prunus rossica", temprana, destinada principalmente a las zonas de cultivo de los países nórdicos con inviernos fríos y primavera inestable. Valioso por su adaptabilidad, alta resistencia a las heladas y muy buena resistencia a las enfermedades fúngicas. Fue incluida en el registro estatal en el año 2000 para la región Volga-Vyatka.

## Características
'Pionerka' árbol de tamaño mediano, con ramas colgantes. Las plantas enraizan por sí solas. La resistencia al invierno de la madera y los cogollos frutales es alta. La resistencia a la sequía es media. No se observa ninguna enfermedad. Resistente a plagas. Apto para jardines intensivos. Es auto estéril, necesita otras variedades polinizadoras. Florece en el periodo medio, del 13 de mayo al 24 de mayo, los botones florecientes son resistentes a las heladas leves.
'Pionerka' tiene una talla de fruto pequeño a mediano que pesan entre de 18 a 20,0 g, ovalados con el ápice del fruto ligeramente puntiagudo, la base redondeada. La cavidad peduncular es medianamente profunda y de ancho medio, el pedúnculo es medio y se separa fácilmente del fruto; la sutura ventral es moderadamente pronunciada. El color principal es naranja, el color exterior es rojo oscuro, se distribuye uniformemente y ocupa más del 50% de la superficie del fruto. La piel no es áspera. La pulpa es de color amarillo dorado, textura fibrosa, de densidad media, jugosa, con un aroma medio, buen sabor a fruta. En valoraciones realizadas durante varios años se ha obtenido un promedio de  sustancias secas solubles - 14,9%, azúcares - 9,4%, ácidos - 1,65%, ácido ascórbico - 6,2 mg/100g, catequinas - 400 mg/100g
El hueso es de tamaño pequeño, semi adherido a la pulpa, ovalado.
Su tiempo de recogida de cosecha se inicia en su maduración temprana a mediados de agosto. Rendimiento alto, estable y regular, inicio temprano. Resistencia a enfermedades y heladas alta. La separación del tallo del fruto es seca. Transportable.

## Usos
'Pionerka' es una variedad para uso universal. Comienza a dar frutos a los 3 o 4 años después de plantarla como anual en el jardín. La productividad es alta y regular.
Una buena ciruela de postre apto tanto para consumo fresco en mesa, como para procesados industriales y culinarios.